# Zlati tempelj
Zlati tempelj (znan tudi kot Harimandir Sahib, dob. 'božje prebivališče', pandžabska izgovorjava: [ɦəɾᵊmən̪d̪əɾᵊ saːɦ(ɪ)bᵊ]) ali Darbār Sahib, dob. 'vzvišen dvor', izgovorjava [d̪əɾᵊbaːɾᵊ saːɦ( ɪ)bᵊ] ali Suvaran Mandir) je gurdvara v mestu Amritsar, Pandžab, Indija. Je najpomembnejše duhovno mesto sikhizma. To je eno najsvetejših mest v sikhizmu, poleg Gurdvara Darbar Sahib Kartarpur v Kartarpurju, Pakistan in Gurdvara Džanam Asthan v Nankana Sahib.
Umetni bazen na mestu templja je dokončal četrti sikhovski guru, Guru Ram Das, leta 1577. Leta 1604 je guru Ardžan Dev, peti sikhovski guru, postavil kopijo Adi Grantha v Harmandir Sahib in je vidna oseba v razvoju gurdvare, ki jo je zgradil v 16. stoletju. Gurdvaro so večkrat obnovili Sikhi, potem ko je postala tarča preganjanja in so jo večkrat uničili Moguli in invazivne afganistanske vojske. Maharadža Randžit Singh je po ustanovitvi Sikhovskega imperija leta 1809 ponovno zgradil iz marmorja in bakra in leta 1830 svetišče prekril z zlatimi lističi. To je vodilo do imena Zlati tempelj.
Zlati tempelj je duhovno najpomembnejše svetišče v sikhizmu. Postal je središče gibanja Singh Sabha med letoma 1883 in 1920 ter gibanja Pandžabi Suba med letoma 1947 in 1966. V zgodnjih 1980-ih je Gurdvara postal središče konflikta med indijsko vlado in gibanjem, ki ga je vodil Džarnail Singh Bhindranvale. Leta 1984 je premierka Indira Gandhi poslala indijsko vojsko v okviru operacije Modra zvezda, ki je povzročila smrt več kot 1000 vojakov in civilistov ter povzročila veliko škode Gurdvari in uničenje Akal Takhta. Kompleks Gurdvara je bil po poškodbi leta 1984 znova obnovljen.
Zlati tempelj je odprta hiša čaščenja za vse ljudi, iz vseh družbenih slojev in ver. Ima kvadratno zasnovo s štirimi vhodi in obhodno potjo okoli bazena. Štirje vhodi v gurdvaro simbolizirajo sikhovsko vero v enakost in sikhovski pogled, da so vsi ljudje dobrodošli na njihovem svetem mestu. Kompleks je skupek stavb okoli svetišča in bazena. Eden od teh je Akal Takht, glavno središče verske oblasti sikhizma. Dodatne stavbe so stolp z uro, pisarne odbora Gurdvara, muzej in langar – brezplačna kuhinja skupnosti Sikhov, ki ponuja vegetarijanski obrok vsem obiskovalcem brez diskriminacije. Več kot 150.000 ljudi vsak dan obišče svetišče za čaščenje. Kompleks Gurdvara je bil nominiran za Unescov seznam svetovne dediščine in njegova prijava je v teku na začasni seznam Unesca.

## Terminologija
Harmandir Sahib (Gurmukhi ਹਰਿਮੰਦਰ ਸਾਹਿਬ) se piše tudi kot Harimandar ali Harimandar Sahib. Imenuje se tudi Durbār Sahib (ਦਰਬਾਰ ਸਾਹਿਬ), kar pomeni 'sveto občinstvo', kot tudi Zlati tempelj zaradi središča svetišča, pokritega z zlatom. Beseda Harmandir je sestavljena iz dveh besed: Hari, ki jo učenjaki prevajajo kot 'Bog' in mandir, kar pomeni 'hiša'. Sahib je nadalje pripet k imenu svetišča, izraz, ki se pogosto uporablja v tradiciji Sikhov za označevanje spoštovanja do krajev verskega pomena. Tradicija Sikhov ima več Gurdvara z imenom Harmandir Sahib, kot so tisti v Kiratpurju in Patni. Od teh je najbolj cenjen tisti v Amritsarju.

## Zgodovina
Glede na sikhovske zgodovinske zapise je deželo, ki je postala Amritsar in kjer stoji Harimandir Sahib, izbral guru Amar Das, tretji guru sikhovske tradicije. Nato se je imenovalo Guru Da Čak, potem ko je prosil svojega učenca Rama Dasa, naj najde zemljišče za ustanovitev novega mesta z umetnim bazenom kot osrednjo točko. Potem ko je guru Ram Das leta 1574 nasledil guruja Amarja Dasa in ob sovražnem nasprotovanju sinov guruja Amarja Dasa, je Guru Ram Das ustanovil mesto, ki je postalo znano kot Ramdaspur. Začel je z dokončanjem bazena s pomočjo Babe Bude (ne zamenjujte ga z Budo Budizma). Guru Ram Das je zgradil svoj novi uradni center in dom ob njem. Povabil je trgovce in obrtnike iz drugih delov Indije, da se skupaj z njim naselijo v novem mestu.
Mesto Ramdaspur se je razširilo v času guruja Ardžana, financirano z donacijami in zgrajeno s prostovoljnim delom. Mesto je zraslo v mesto Amritsar, območje pa je preraslo v tempeljski kompleks). Gradbena dejavnost med letoma 1574 in 1604 je opisana v Mahima Prakaš Vartaku, polzgodovinskem sikhovskem hagiografskem besedilu, verjetno sestavljenem leta 1741, in najzgodnejšem znanem dokumentu, ki obravnava življenja vseh desetih gurujev. Guru Ardžan je v novo gurdvaro leta 1604 namestil sveto pismo sikhizma. Guru Ardžan je nadaljeval prizadevanja guruja Rama Dasa in ustanovil Amritsar kot glavno sikhovsko romarsko destinacijo. Napisal je obsežno količino sikhovskih spisov, vključno s priljubljenim Sukhmani Sahib.

### Gradnja
Guru Ram Das je pridobil zemljišče za lokacijo. Obstajata dve različici zgodb o tem, kako je pridobil to zemljo. V eni, ki temelji na zapisu Gazetteer, je bilo zemljišče kupljeno s sikhovskimi donacijami v višini 700 rupij od ljudi in lastnikov vasi Tung. V drugi različici naj bi cesar Akbar podaril zemljo ženi guruja Rama Dasa.
Leta 1581 je Guru Ardžan dal pobudo za gradnjo Gurdvare. Med gradnjo je bil bazen prazen in suh. Za dokončanje prve različice Harmandir Sahiba je trajalo 8 let. Guru Ardžan je načrtoval gurdvaro na ravni nižji od mesta, da bi poudaril ponižnost in potrebo po brisanju lastnega ega, preden vstopi v prostore in se sreča z Gurujem. Zahteval je tudi, da je kompleks gurdvara odprt na vse strani, da bi poudaril, da je odprt za vse. Svetišče znotraj bazena, kjer je bil sedež njegovega Guruja, je imelo samo en most, ki je poudarjal, da je končni cilj eden, navaja Arvind-Pal Singh Mandair. Leta 1589 je bila zidana gurdvara končana. Nekateri poznejši viri domnevajo, da je guru Ardžan povabil sufijskega svetnika Miana Mira iz Lahoreja, da položi temeljni kamen, kar je nakazalo pluralizem in da je tradicija sikhov pozdravila vse. To prepričanje pa je neutemeljeno. Po sikhovskih tradicionalnih virih, kot je Sri Gur Suraj Parkash Granth, ga je položil sam Guru Ardžan. Po otvoritvi so bazen napolnili z vodo. 16. avgusta 1604 je guru Ardžan dokončal razširitev in sestavljanje prve različice sikhovskega svetega spisa in kopijo Adi Grantha položil v gurdvaro. Baba Budo je imenoval za prvega Granthija.
Ath Sath Tirath, kar pomeni 'svetišče 68 romanj', je dvignjen nadstrešek na parkarmi (marmorna pot okoli bazena). Ime, kot so ga navedli W. Owen Cole in drugi učenjaki, odraža prepričanje, da je obisk tega templja enakovreden 68 hindujskim romarskim krajem na indijski podcelini ali da ima Tirath do Zlatega templja učinkovitost vseh 68 Tirathov skupaj. Dokončanje prve različice Zlatega templja je bil pomemben mejnik za sikhizem, trdi Arvind-Pal Singh Mandair, saj je zagotovil osrednji romarski kraj in zbirališče za skupnost Sikhov, ki je bila postavljena v središče trgovine in dejavnosti.

### Uničenje in obnova v obdobju Mogulskega cesarstva
Naraščajoči vpliv in uspeh guruja Ardžana sta pritegnila pozornost Mogulskega cesarstva. Guruja Ardžana so aretirali po ukazu mogulskega cesarja Džahangirja in ga prosili, naj se spreobrne v islam. Zavrnil je, mučili in usmrtili so ga leta 1606. Guruja Ardžana sin in naslednik Guru Hargobind se je bojeval v bitki pri Amritsarju in kasneje zapustil Amritsar in njegovo okolico leta 1635 in odšel v Kiratpur. Približno stoletje potem so Zlati tempelj zasedli Minasi. V 18. stoletju je Guru Gobind Singh po ustanovitvi Khalse poslal Bhai Mani Singha, da prevzame nazaj tempelj. Mogulski vladarji in afganistanski sultani so na Zlati tempelj gledali kot na središče sikhovske vere in je ostal glavna tarča preganjanja.
Zlati tempelj je bil središče zgodovinskih dogodkov v zgodovini Sikhov:
- Leta 1709 je guverner Lahoreja poslal svojo vojsko, da bi zatrl in preprečil Sikhom zbiranje na njihovih festivalih Vaisakhi in Divali. Toda Sikhi so kljubovali z zbiranjem v Zlatem templju. Leta 1716 so Banda Singha in številne Sikhe aretirali in usmrtili.
- Leta 1737 je mogulski guverner ukazal ujeti skrbnika Zlatega templja po imenu Mani Singh in ga usmrtil. Za policijskega komisarja je imenoval Masse Khana, ki je nato zasedel tempelj in ga spremenil v svoj zabaviščni center s plesalkami. Umazal je bazen. Sikhi so se maščevali za svetost Zlatega templja z atentatom na Masse Khana v templju avgusta 1740.
- Leta 1746 je drugi lahorski uradnik Divan Lakhpat Rai, ki je delal za Yahiya Kana in se želel maščevati za smrt svojega brata, napolnil bazen s peskom. Leta 1749 so sikhi obnovili bazen, ko je Muin ul-Mulk umiril mogulske operacije proti sikhom in poiskal njihovo pomoč med njegovimi operacijami v Multanu.
- Leta 1757 je afganistanski vladar Ahmad Šah Durrani, znan tudi kot Ahmad Šah Abdali, napadel Amritsar in oskrunil Zlati tempelj. Odpadke je dal zliti v bazen skupaj z drobovjem zaklanih krav, preden je odšel v Afganistan. Sikhi so ga ponovno obnovili.
- Leta 1762 se je Ahmad Šah Durrani vrnil in dal Zlati tempelj razstreliti s smodnikom. Sikhi so se vrnili in v svojih prostorih praznovali Divali. Leta 1764 je Baba Džassa Singh Ahluvalia zbral donacije za obnovo Zlatega templja. Nova glavna vrata (Daršan Deorhi), nasip in svetišče so bili dokončani leta 1776, medtem ko so bila tla okoli bazena dokončana leta 1784. Sikhi so dokončali tudi kanal za dovod sveže vode iz reke Ravi za bazen.
- Šri Harmandir Sahiba so 1. decembra 1764 napadle afganistanske sile pod vodstvom Ahmeda Šaha Abdalija. Baba Gurbakš Singh skupaj z 29 drugimi Sikhi vodi zadnji boj proti veliko večjim afganistanskim silam in so bili v spopadu ubiti.[33] Abdali je nato še tretjič uničil Šri Harmandir Sahiba.[34]

### Rekonstrukcija iz obdobja Randžita Singha
Randžit Singh je ustanovil jedro Sikhovskega imperija pri 36 letih s pomočjo sil Sukerčakia Misl, ki jih je podedoval, in sil svoje tašče Rani Sada Kaur. Leta 1802 je pri 22 letih vzel Amritsar iz Bhangi Sikh Misl, se poklonil Zlatemu templju in napovedal, da ga bo prenovil in ponovno zgradil z marmorjem in zlatom. Tempelj je bil leta 1809 prenovljen iz marmorja in bakra, leta 1830 pa je Randžit Singh podaril zlato, da bi svetišče prekrili z zlatimi lističi.
Potem ko je prek maharadže Randžita Singha izvedel za Gurdvaro, je sedmi nizam iz Hiderabada 'Mir Osman Ali Khan' začel dajati letne subvencije zanj.
Vodenje in delovanje Durbar Sahiba – izraza, ki se nanaša na celoten kompleks stavb Zlatega templja, je prevzel Randžit Singh. Za njegovo upravljanje je imenoval Sardarja Desa Singha Madžithia (1768–1832) in podelil zemljišča, katerih zbrani prihodki so bili namenjeni za plačilo vzdrževanja in delovanja templja. Randžit Singh je tudi položaj tempeljskih uradnikov naredil dednega.
Najstarejše ohranjene freske v kompleksu segajo v 1830. Večina širokega nabora stenskih poslikav, ki so nekoč prekrivale stene kompleksa, je bila uničena v poznejših obnovitvenih delih, ki so potekala pod krinko kar seva, na primer tako, da so jih prekrili z marmornimi ploščami, pritrjenimi na stene. Ugledni umetnik, ki je naslikal številne freske v kompleksu, je bil Gian Singh Naqaš.

### Uničenje in obnova po indijski neodvisnosti
Uničenje templja se je zgodilo med operacijo Modra zvezda. To je bilo kodno ime indijske vojaške akcije, ki je bila izvedena med 1. in 8. junijem 1984 za odstranitev militantnega sikha Džarnaila Singha Bhindranvaleja in njegovih privržencev iz stavb kompleksa Harmandir Sahib (Zlati tempelj) v Amritsarju v Pandžabu. Odločitev o napadu je bila na strani premierke Indire Gandhi. Julija 1982 je Harchand Singh Longoval, predsednik sikhovske politične stranke Akali Dal, povabil Bhindranvaleja, naj se nastani v kompleksu Zlatega templja, da bi se izognil aretaciji. Vlada je trdila, da je Bhindranvale kasneje kompleks svetega templja spremenil v orožarno in sedež.
1. junija 1984, potem ko so pogajanja s skrajneži propadla, je Indira Gandhi ukazala vojski, naj sproži operacijo Modra zvezda in istočasno napade na desetine sikhovskih templjev po Pandžabu. Različne vojaške enote in paravojaške sile so obkolile kompleks Zlatega templja 3. junija 1984. Boji so se začeli 5. junija s spopadi in bitka je trajala tri dni in se končala 8. junija. Operacija čiščenja s kodnim imenom Operation Woodrose se je prav tako začela po celotnem Pandžabu.
Vojska je podcenila ognjeno moč skrajnežev, katerih oborožitev je vključevala kitajske izstrelke raketnih granat z zmogljivostjo preboja oklepa. Za napad na militante so bili uporabljeni tanki in težko topništvo, ki so odgovorili s protitankovskim in mitraljeznim ognjem iz močno utrjenega Akal Takhta. Po 24-urnem streljanju je vojska prevzela nadzor nad tempeljskim kompleksom. Številne izgube vojske so bile 83 mrtvih in 249 ranjenih. Po uradnih ocenah je bilo prijetih 1592 militantov in skupaj je bilo 493 žrtev militantov in civilistov. Po trditvah vlade so bile velike civilne žrtve pripisane militantom, ki so romarje, ujete v templju, uporabljali kot žive ščite.
Brahma Chellaney, dopisnik Associated Pressa za južno Azijo, je bil edini tuji poročevalec, ki mu je kljub medijskemu mrku uspelo ostati v Amritsarju. Njegova sporočila, poslana po teleksu, so bila prva nevladna poročila o krvavi operaciji v Amritsarju. Njegovo prvo sporočilo, ki so ga na prvi strani objavili The New York Times, The Times of London in The Guardian, je poročalo o približno dvakratnem številu smrtnih žrtev, kot so priznale oblasti. Glede na depešo je okoli 780 militantov in civilistov ter 400 vojakov umrlo v srditih strelskih bojih. Chellaney je poročal, da je bilo približno »osem do deset« moških, za katere sumijo, da so sikhovski militanti ustreljeni z zvezanimi rokami. V tem sporočilu je g. Chellaney intervjuval zdravnika, ki je rekel, da ga je pobrala vojska in ga prisilila k obdukciji kljub dejstvu, da še nikoli ni opravil obdukcije. Kot odziv na to sporočilo je indijska vlada Chellaneyja obtožila kršenja pandžabske tiskovne cenzure, dveh obtožb razpihovanja sektaškega sovraštva in težav ter kasneje upora, njegovo poročilo označila za neutemeljeno in izpodbijala podatke o njegovih žrtvah.
Vojaško akcijo v tempeljskem kompleksu so kritizirali Sikhi po vsem svetu, ki so jo razlagali kot napad na sikhovsko vero. Številni sikhovski vojaki v vojski so zapustili svoje enote; več Sikhov je odstopilo iz civilne upravne službe in vrnilo nagrade, ki so jih prejeli od indijske vlade. Pet mesecev po operaciji, 31. oktobra 1984, sta Indiro Gandhi iz maščevanja umorila njena telesna stražarja Sikha, Satwant Singh in Beant Singh. Javno negodovanje nad Gandijino smrtjo je pripeljalo do umorov več kot 3000 Sikhov samo v Delhiju, v proti-sikhovskih nemirih leta 1984, ki so sledili.
Po operaciji je osrednja vlada porušila na stotine hiš in ustvarila koridor okoli kompleksa, imenovanega Galliara (napisano tudi Galiara ali Galyara) iz varnostnih razlogov. To so spremenili v javni park in odprli junija 1988.
Decembra 2021 je bil mladenič domnevno pretepen do smrti, potem ko je motil Rehras Sahib (večerno molitev) v svetišču templja. Po poročanju je skočil čez ograjo in pobral meč, ki je ležal pred kopijo Guruja Granth Sahiba v templju, preden se je poskušal dotakniti samega Guruja Granth Sahiba. Kasneje ga je premagal sangat in dobil je smrtne poškodbe glave.

### Škoda zaradi dogodkov leta 2023
Zlati tempelj v Amritsarju je poškodovala prva eksplozija, ki se je zgodila 7. maja 2023, in druga eksplozija, ki se je zgodila 8. maja 2023. Opolnoči 10. maja 2023 je odjeknila tretja eksplozija. Eksplozije je kljub prvotnim trditvam policije, da bi lahko bile nenamerne, sprožilo razstrelivo nizke stopnje brez detonatorjev.

## Opis

### Arhitektura
Arhitektura Zlatega templja odraža različne arhitekturne prakse, ki prevladujejo na Indijski podcelini, saj so bile različne ponovitve templja ponovno zgrajene in obnovljene. Ian Kerr in drugi učenjaki opisujejo tempelj kot mešanico indo-islamske mogulske in hindujske radžputske arhitekture.
Svetišče je 12,25 x 12,25 m velik kvadrat z dvema nadstropjema in kupolo iz zlatih listov. To svetišče ima marmorno ploščad, ki je kvadratna dimenzije 19,7 x 19,7 metra. Stoji v skoraj kvadratnem (154,5 x 148,5 m) bazenu, imenovanem amritsar ali amritsarovar (amrit pomeni 'nektar', sar je kratka oblika sarovar in pomeni 'bazen'). Bazen je globok 5,1 metra in je obdan s 3,7 metra širokim marmornatim prehodom, ki se ga obkroži v smeri urinega kazalca. Svetišče je s ploščadjo povezano z nasipom, prehod v nasip pa se imenuje Daršani Ḍeorhi (iz Daršana Dvara). Za tiste, ki se želijo potopiti v bazen, tempelj ponuja pol šesterokotno zavetje in svete stopnice do Har ki Paurija. Številni Sikhi verjamejo, da ima kopanje v bazenu obnovitveno moč in čisti karmo. Nekateri nosijo steklenice vode iz bazena domov, zlasti za bolne prijatelje in sorodnike. Bazen vzdržujejo prostovoljci, ki opravljajo kar seva (družbeno koristno delo), tako da ga občasno izsušijo in odstranijo mulj.
Svetišče ima dve nadstropji. Sikhovski svetopisemski guru Granth Sahib sedi v spodnjem kvadratnem nadstropju približno 20 ur vsak dan, za 4 ure pa ga odpeljejo v njegovo spalnico znotraj Akal Takhta z dodelanimi ceremonijami v palkiju, za sukhasano in prakaš. Tla s sedečim svetim spisom so dvignjena nekaj stopnic nad nivo vhodnega nasipa. Zgornje nadstropje v svetišču je galerijsko in povezano s stopnicami. Pritličje je obloženo z belim marmorjem, prav tako pot, ki obdaja svetišče. Zunanjost svetišča ima pozlačene bakrene plošče. Vrata so z zlatimi lističi prekrite bakrene plošče z naravnimi motivi, kot so ptice in rože. Strop zgornjega nadstropja je pozlačen, vtisnjen in okrašen z dragulji. Kupola svetišča je polkrogla z ornamentom na vrhu. Stranice so okrašene z obokanimi napušči in majhnimi masivnimi kupolami, vogale pa krasijo kupole, ki so vse prekrite z pozlačenim bakrom, prekritim z lističi zlata.
Cvetlični motivi na marmornih ploščah sten okrog svetišča so arabeske. Oboki vključujejo verze iz sikhovskega svetega pisma z zlatimi črkami. Freske sledijo indijski tradiciji in vključujejo živalske, ptičje in naravne motive, namesto da bi bile zgolj geometrijske. Stene stopnišča imajo poslikave sikhovskih gurujev, kot je sokol, ki nosi guruja Gobinda Singha, ki jezdi na konju.
Daršani Deorhi je dvonadstropna stavba, v kateri so upravni prostori templja in zakladnica. Na izhodu s poti, ki vodi stran od svetišča, je objekt Prasada, kjer prostovoljci strežejo sladko ponudbo na osnovi moke, imenovano Karah prasad. Običajno romarji v zlati tempelj vstopijo in obkrožijo bazen v smeri urinega kazalca, preden vstopijo v svetišče. Obstajajo štirje vhodi v kompleks gurdvara, ki pomenijo odprtost na vse strani, vendar en sam vhod v svetišče templja skozi nasip.
Imajo tudi brezplačen servis invalidskega vozička. Vsakdo lahko vzame invalidski voziček in se potepa po templju. Častilci lahko vzamejo invalidski voziček od začetnega vhoda in imajo posebno dvigalo za ljudi z ovirami.

### Akal Takht in Tedža Singh Samundri Hall
Pred svetiščem in nasipom je stavba Akal Takht. To je glavni Takht, središče oblasti v sikhizmu. Njegovo ime Akal Takht pomeni »prestol Brezčasnega (Boga)«. Institucijo je ustanovil guru Hargobind po mučeniški smrti njegovega očeta guruja Ardžana, kot prostor za opravljanje ceremonialnih, duhovnih in posvetnih zadev, izdajanje zavezujočih pisem o sikhovskih gurdvarah daleč od njegove lokacije. Nad Takhtom, ki ga je ustanovil guru Hargobind, je bila pozneje zgrajena stavba, ki je postala znana kot Akal Bunga. Akal Takht je znan tudi kot Takht Sri Akal Bunga. Sikhovska tradicija ima pet takhtov, ki so vsi glavna romarska mesta v sikhizmu. To so v Anandpurju, Patni, Nandedu, Talwandi Sabu in Amritsarju. Akal Takht v kompleksu Zlatega templja je glavni sedež in poglavar. Je tudi sedež glavne politične stranke indijske zvezne države Pandžab, Širomani Akali Dal (Supreme Akali Party). Akal Takht izdaja odredbe ali pisma (hukam) o zadevah, povezanih s sikhizmom in solidarnostjo skupnosti sikhov.
Dvorana Tedža Singh Samundri je pisarna odbora Širomani Gurdvara Parbandhak (Vrhovni odbor za upravljanje templjev). Je v stavbi v bližini Langar-kuhinje in zbornice. Ta urad usklajuje in nadzira delovanje večjih sikhovskih templjev.

### Ramgarhia Bunga in urni stolp
Ramgarhia Bunga – dva visoka stolpa, ki sta vidna s prehoda parikrama (obhod) okoli bazena, je poimenovana po podskupini Sikhov. Stolpa Bunga (buêgā) v slogu minaretov iz rdečega peščenjaka sta bila zgrajena v 18. stoletju, v obdobju afganistanskih napadov in rušenja templjev. Ime sta dobila po sikhovskem bojevniku in poglavarju Ramgarhia misl Jassa Singh Ramgarhia. Zgrajena sta bila kot tempeljska stražna stolpa za stražarje, ki opazujejo kakršen koli vojaški napad, ki se približuje templju in okolici, pomagajo hitro zbrati obrambo za zaščito kompleksa Zlatega templja. Po Fenechu in McLeodu so v 18. stoletju poglavarji Sikh misl in bogate skupnosti okoli templja zgradili več kot 70 takšnih bung različnih oblik, da bi opazovali območje, namestili vojake in branili tempelj. Ti so služili obrambnim namenom, nudili nastanitev za sikhovske romarje in služili kot središča učenja v 19. stoletju. Večina bung je bila porušena v britanski kolonialni dobi. Ramgarhia Bunga ostaja simbol identitete sikhovske skupnosti Ramgarhia, njihovih zgodovinskih žrtev in prispevka k obrambi Zlatega templja skozi stoletja.
Urni stolp v prvotni različici templja ni obstajal. Na njegovem mestu je bila stavba, ki se zdaj imenuje 'izgubljena palača'. Uradniki britanske Indije so želeli stavbo porušiti po drugi anglo-sikhovski vojni in ko so priključili Sikhovski imperij. Sikhi so rušenju nasprotovali, a tega nasprotovanja niso upoštevali. Na njegovem mestu so prizidali stolp z uro. Stolp z uro je zasnoval John Gordon v slogu gotske stolnice iz rdeče opeke. Gradnja stolpa z uro se je začela leta 1862 in je bila dokončana leta 1874. Stolp je približno 70 let kasneje porušila skupnost Sikhov. Na njegovem mestu je bil zgrajen nov vhod, ki je bolj usklajen s templjem. Ta vhod na severni strani ima uro, v zgornjem nadstropju je muzej in se še naprej imenuje ghanta ghar deori.

### Ber drevesa
Kompleks Zlatega templja je bil prvotno odprt in je imel okoli bazena številna drevesa. Zdaj je obzidano, dvonadstropno dvorišče s štirimi vhodi, ki ohranjajo tri drevesa ber (žižola). Eden od njih je desno od glavnega vhoda ghanta ghar deori z uro in se imenuje Ber Baba Buda. Sikhi verjamejo, da je to drevo, na katerem je sedel Baba Buda in nadzoroval gradnjo bazena in prvega templja.
Drugo drevo se imenuje Laachi Ber, verjamejo, da je tisto, pod katerim je Guru Ardžan počival med gradnjo templja. Tretje se imenuje Dukh Bhanjani Ber in je na drugi strani svetišča, čez bazen. Sikhovsko izročilo verjame, da je bilo to drevo kraj, kjer je bil sikh ozdravljen gobavosti po kopanju v bazenu, zaradi česar je drevo dobilo vzdevek »odstranjevalec trpljenja«. Pod drevesom je majhna gurdvara. Ath Sath Tirath ali kraj, ki ustreza 68 romanjem, je v senci pod drevesom Dukh Bhanjani Ber. Privrženci sikhov, pravi Charles Townsend, verjamejo, da kopanje v bazenu v bližini tega kraja prinese enake sadove kot obisk 68 romarskih krajev v Indiji.

### Muzeji zgodovine sikhov
Glavni severni vhod ghanta ghari deori ima v prvem nadstropju muzej zgodovine Sikhov, v skladu s tradicijo Sikhov. Razstava prikazuje različne slike gurujev in mučenikov, od katerih mnoge pripovedujejo o preganjanju Sikhov zaradi njihove zgodovine, pa tudi zgodovinske predmete, kot so meči, kartar, glavnik, čakarji. Nov podzemni muzej v bližini stolpa z uro, vendar zunaj dvorišča templja, tudi prikazuje zgodovino Sikhov. Po besedah Louisa E. Fenecha razstava ne predstavlja vzporednih tradicij sikhizma in je delno nezgodovinska, kot je brezglavo telo, ki se še naprej bori, vendar je pomembno umetniško delo in odraža splošni trend v sikhizmu, da svojo zgodovino predstavljajo kot preganjanje, mučeništva in hrabrosti v vojnah.
Na glavnem vhodu v gurdvaro je veliko spominskih plošč, ki spominjajo na pretekle sikhovske zgodovinske dogodke, svetnike in mučenike, prispevke Randžita Singha, pa tudi spominske napise vseh sikhovskih vojakov, ki so padli v bojih v dveh svetovnih vojnah in različnih indo-pakistanskih vojne.

### Guru Ram Das Langar
Kompleks Harmandir Sahib ima Langar, brezplačno kuhinjo in jedilnico, ki jo vodi skupnost. Pritrjen je na vzhodno stran dvorišča blizu Dukh Bhanjani Ber, zunaj vhoda. Hrano tukaj postrežejo vsem obiskovalcem, ki to želijo, ne glede na vero, spol ali ekonomsko ozadje. Postrežejo vegetarijansko hrano in vsi ljudje jedo skupaj kot enakovredni. Vsi sedijo na tleh v vrstah, kar se imenuje sangat. Obrok postrežejo prostovoljci kot del njihovega kar seva etosa.

## Dnevni obredi
V Zlatem templju se vsak dan izvaja več obredov v skladu z zgodovinsko tradicijo Sikhov. Ti obredi obravnavajo sveto pismo kot živo osebo, Guruja iz spoštovanja. Vključujejo:
- Zaključni obred, imenovan sukhasan (sukh pomeni 'tolažba ali počitek', asan pomeni 'položaj'). Ponoči, po seriji devocijskih kirtanov in treh delnih ardās, Guruja Granth Sahiba zaprejo, nosijo na glavi, ga položijo vanj in nato nosijo v cvetlično okrašenem palkiju (palankinu), okrašenem z vzglavnikom, s petjem. Njegova spalnica je v Akal Takhtu, v prvem nadstropju. Ko prispe tja, je sveto pismo pospravljeno v posteljo.
- Otvoritveni obred, imenovan prakaš, kar pomeni 'luč'. Vsak dan ob zori Guruja Grantha Sahiba odpeljejo iz njegove spalnice, ga nesejo na glavo, ga postavijo in nosijo v s cvetjem okrašenem palkiju s petjem in zvonjenjem trobljev čez nasip. Prinesejo ga v svetišče. Nato se po obrednem petju niza kirtanov in ard Var Asa odpre naključna stran. To je mukhvak dneva, prebere se na glas in se nato napiše, da ga romarji preberejo tisti dan.

## Spominske znamke
Spominske znamke izdaja Indijska pošte (po letih) -